# Lijst van voetbalinterlands Liechtenstein - Moldavië
Deze lijst van voetbalinterlands is een overzicht van alle officiële voetbalwedstrijden tussen de nationale teams van Liechtenstein en Moldavië. De landen speelden tot op heden vier keer tegen elkaar. De eerste ontmoeting, een kwalificatiewedstrijd voor het Europees kampioenschap voetbal 2016, werd gespeeld in Chisinau op 15 november 2014. Het laatste duel, een groepswedstrijd tijdens de UEFA Nations League 2022/23, vond plaats op 25 september 2022 in de Moldavische hoofdstad.

## Wedstrijden
| № | Plaats   | Datum             | Competitie                  | Wedstrijd                | Uitslag |
| - | -------- | ----------------- | --------------------------- | ------------------------ | ------- |
| 1 | Chisinau | 15 november 2014  | EK 2016 kwalificatie        | Moldavië – Liechtenstein | 0 – 1   |
| 2 | Vaduz    | 14 juni 2015      | EK 2016 kwalificatie        | Liechtenstein – Moldavië | 1 – 1   |
| 3 | Vaduz    | 3 juni 2022       | UEFA Nations League 2022/23 | Liechtenstein − Moldavië | 0 − 2   |
| 4 | Chisinau | 25 september 2022 | UEFA Nations League 2022/23 | Moldavië − Liechtenstein | 2 − 0   |

## Samenvatting
| Competitie          | Totaal gespeeld | Winst Liechtenstein | Gelijk | Winst Moldavië | Doelsaldo Liechtenstein – Moldavië |
| ------------------- | --------------- | ------------------- | ------ | -------------- | ---------------------------------- |
| EK-kwalificatie     | 2               | 1                   | 1      | 0              | 2 − 1                              |
| UEFA Nations League | 2               | 0                   | 0      | 2              | 0 − 4                              |
| Totaal              | 4               | 1                   | 1      | 2              | 2 − 5                              |

## Details

### Eerste ontmoeting
| EK 2016 kwalificatie (scheidsrechter Mattias Gestranius, Chisinau, 15 november 2014):                                                                                   |              | |
| Moldavië | 0 – 1        | Liechtenstein |
| | goals        | 74' Franz Burgmeier |
| Alexandru Curtianu | bondscoach   | René Pauritsch |
| Ilie Cebanu Alexandru Epureanu Victor Golovatenco Petru Racu Igor Armaş Artur Ioniţă Andrei Cojocari 56' Radu Gînsari Alexandru Gaţcan Artur Pătraş 75' Alexandru Dedov | opstellingen | Benjamin Büchel Franz Burgmeier Andreas Christen Daniel Kaufmann 90' Ivan Quintans 88' Martin Büchel Michele Polverino Nicolas Hasler Sandro Wieser 63' Daniel Brändle Dennis Salanovic |
| Danu Spătaru 56' Alexandru Suvorov 75' | wissels      | 63' Simon Kühne 88' Robin Gubser 90' Niklas Kieber |
| | gele kaarten | 55' Daniel Brändle 79' Dennis Salanovic |
| - Debuut van Danu Spătaru (FC Zimbru Chişinău) voor Moldavië. |              | |

### Tweede ontmoeting
| EK 2016 kwalificatie (scheidsrechter Libor Kovařík, Vaduz, 14 juni 2015):                                                                                                 |              | |
| Liechtenstein | 1 – 1        | Moldavië |
| Sandro Wieser 21' | goals        | 44' Gheorghe Boghiu |
| René Pauritsch | bondscoach   | Alexandru Curtianu |
| Peter Jehle Franz Burgmeier Yves Oehri 41' Daniel Kaufmann Andreas Christen Seyhan Yildiz Martin Büchel 69' Michele Polverino Sandro Wieser Mario Frick Philippe Erne 83' | opstellingen | Ilie Cebanu 46' Alexandru Epureanu Petru Racu Igor Armaş Iulian Erhan 36' Anatolii Cheptine Andrei Cojocari Alexandru Gaţcan 89' Artur Pătraş Gheorghe Boghiu Alexandru Dedov |
| Simon Kühne 41' Robin Gubser 69' Daniel Brändle 83' | wissels      | 36' Nicolae Milinceanu 46' Cătălin Carp 89' Alexandru Antoniuc |
| Sandro Wieser 50' Philippe Erne 76' | gele kaarten | 51' Alexandru Gaţcan |

LFV · A-internationals · Bondscoaches · Statistieken · Liechtensteins vrouwenelftal · Liechtenstein U21 · Liechtenstein U19 · Liechtenstein U18 · Liechtenstein U17 · Liechtenstein U16
1980 – 1989 ·
1990 – 1999 ·
2000 – 2009 ·
2010 – 2019 ·
2020 − 2029
1981 · 
1982 · 
1983 · 
1984 · 
1985 · 
1986 · 
1987 · 
1988 · 
1989 · 
1990 · 
1991 · 
1992 · 
1993 · 
1994 · 
1995 · 
1996 · 
1997 · 
1998 · 
1999 · 
2000 · 
2001 · 
2002 · 
2003 · 
2004 · 
2005 · 
2006 · 
2007 · 
2008 · 
2009 · 
2010 · 
2011 · 
2012 ·
2013 ·
2014 ·
2015 ·
2016 ·
2017 ·
2018 ·
2019 ·
2020 ·
2021 ·
2022 ·
2023 ·
2024
Albanië ·
Andorra ·
Armenië ·
Australië ·
Azerbeidzjan ·
België ·
Bosnië en Herzegovina ·
China ·
Denemarken ·
Duitsland ·
Engeland ·
Estland ·
Faeröer ·
Finland ·
Georgië ·
Gibraltar ·
Griekenland ·
Hongarije ·
Hongkong ·
Ierland ·
IJsland ·
Indonesië ·
Israël ·
Italië · 
Kaapverdië ·
Kroatië ·
Letland ·
Litouwen ·
Luxemburg ·
Malta ·
Moldavië ·
Montenegro ·
Nederland ·
Noord-Ierland ·
Noord-Macedonië ·
Oostenrijk ·
Polen ·
Portugal ·
Qatar ·
Roemenië ·
Rusland ·
San Marino ·
Saoedi-Arabië ·
Schotland ·
Slowakije ·
Spanje ·
Thailand ·
Togo ·
Tsjechië ·
Turkije ·
Verenigde Staten ·
Wales ·
Wit-Rusland ·
Zweden ·
Zwitserland
FMF · A-internationals · Bondscoaches · Moldavisch vrouwenelftal · Moldavië U21 · Moldavië U20 · Moldavië U19 · Moldavië U18 · Moldavië U17 · Moldavië U16
1990 – 1999 ·
2000 – 2009 ·
2010 – 2019 ·
2020 − 2029
1991 · 1992 · 1993 · 1994 · 1995 · 1996 · 1997 · 1998 · 1999 · 2000 · 2001 · 2002 · 2003 · 2004 · 2005 · 2006 · 2007 · 2008 · 2009 · 2010 · 2011 · 2012 · 2013 · 2014 · 2015 · 2016 · 2017 · 2018 · 2019 · 2020 · 2021 · 2022 · 2023 · 2024
Albanië ·
Andorra ·
Armenië ·
Azerbeidzjan ·
Bosnië en Herzegovina ·
Bulgarije ·
Canada ·
Cyprus ·
Denemarken · 
Duitsland ·
El Salvador · 
Engeland ·
Estland ·
Faeröer ·
Finland ·
Frankrijk ·
Georgië ·
Gibraltar ·
Griekenland ·
Hongarije ·
Ierland ·
IJsland ·
Indonesië ·
Israël ·
Italië ·
Ivoorkust ·
Jordanië ·
Kaaimaneilanden ·
Kameroen ·
Kazachstan ·
Kirgizië ·
Kosovo ·
Kroatië ·
Letland ·
Liechtenstein ·
Litouwen ·
Luxemburg ·
Malta ·
Montenegro ·
Nederland ·
Noord-Ierland ·
Noord-Macedonië ·
Noorwegen ·
Oeganda ·
Oekraïne ·
Oostenrijk ·
Polen ·
Portugal ·
Qatar ·
Roemenië ·
Rusland ·
San Marino ·
Saoedi-Arabië ·
Schotland ·
Servië ·
Slovenië ·
Slowakije ·
Tsjechië ·
Turkije ·
Venezuela ·
Verenigde Arabische Emiraten ·
Verenigde Staten ·
Wales ·
Wit-Rusland ·
Zuid-Korea ·
Zweden ·
Zwitserland